# 알폰소 맥올리
앨폰소 매콜리(Alphonso McAuley, 1984년 4월 21일 ~ )는 미국의 배우이다.
뉴헤이번에서 태어났다.

## 출연 작품
- 캣 런 2 (2014년)
- 워크 오브 셰임 (2014년)
- 유다의 사자 : 부활절 대모험 (2011년) - 드레이크 역
- 캣 런 (2011년) - 줄리안 역
- 캣 윌리엄스: 아메리칸 허슬 (2007년) - 펭귄 역
- 프라이드 (2007년) - 월트 역
- 글로리 로드 (2006년) - 오스틴 아티스 역
- 팻 알버트 (2004년)

### 텔레비전
- 걸보스
- 브레이킹 인 시즌2 (2012년)
- 브레이킹 인 (2011년) - 캘빈 캐쉬 스파크스 역